# Кильченга (село)
Кильченга — село в Кичменгско-Городецком районе Вологодской области.
Входит в состав Кичменгского сельского поселения (с 1 января 2006 года по 1 апреля 2013 года было центром Шестаковского сельского поселения), с точки зрения административно-территориального деления — центр Шестаковского сельсовета.
Расстояние до районного центра Кичменгского Городка по автодороге составляет 30 км. Ближайшие населённые пункты — Шестаково, Подгривье, Пузово, Павловская, Максимовщина, Шелыгино.
Население по данным переписи 2002 года — 232 человека (100 мужчин, 132 женщины). Преобладающая национальность — русские (99 %).